# The Soul of Buddha

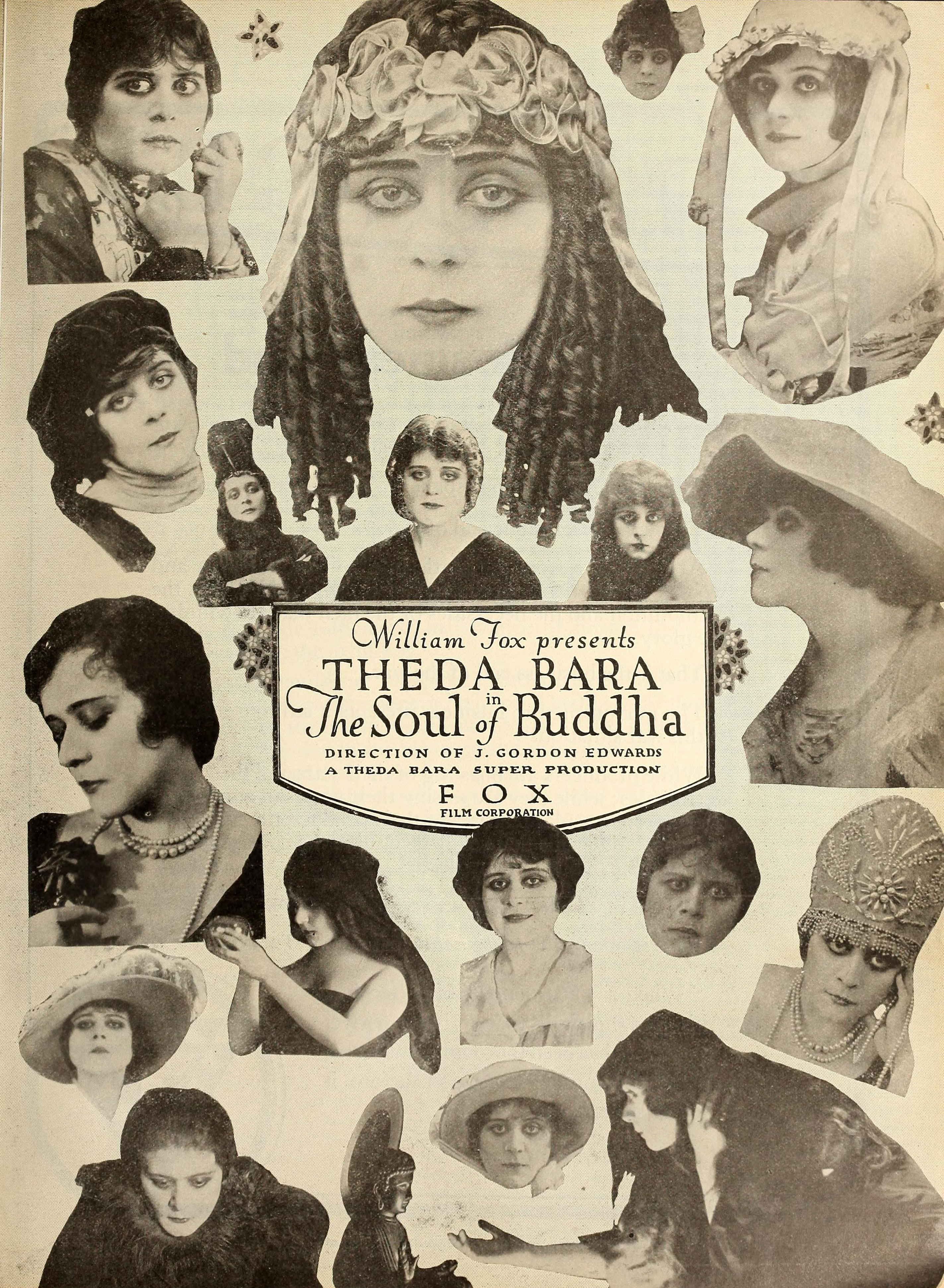
The Soul of Buddha

The Soul of Buddha est un film américain réalisé par J. Gordon Edwards mettant en scène Theda Bara et sorti en 1918. Il est aujourd'hui considéré comme perdu.

## Synopsis
Une prêtresse javanaise s'enfuit avec un officier anglais. La jeune femme devient danseuse mais finit par être assassinée par un prêtre bouddhiste assoiffé de vengeance.

## Fiche technique
- Film américain muet en noir et blanc.
- Écrit par Theda Bara et Adrian Johnson.
- Réalisé par J. Gordon Edwards.
- Directeur de la photographie : John W. Boyle.
- Genre : Romance dramatique.
- Tourné à Fort Lee, dans le New Jersey.

## Distribution
- Theda Bara : La prêtresse Bavahari
- Victor Kennard : Ysora
- Florence Martin : La femme de M.Romaine
- Tony Merlo :  M. Romaine (Anthony Merlo)
- Jack Ridgeway : Le père (Jack Ridgway)
- Hugh Thompson : Sir John Dare
- Henry Warwick : Stage manager